# Ficus glandifera
Ficus glandifera är en mullbärsväxtart som beskrevs av Summerhayes. Ficus glandifera ingår i släktet fikonsläktet, och familjen mullbärsväxter. Inga underarter finns listade i Catalogue of Life.